# Torongrejo
Torongrejo is een bestuurslaag in het regentschap Batu van de provincie Oost-Java, Indonesië. Torongrejo telt 5438 inwoners (volkstelling 2010).